# کووالوسکایا (دهانه)
کووالوسکایا یک دهانه برخوردی در ماه‌ است.

## دهانه‌های اقماری
این دهانه ۲ دهانه اقماری دارد.
| Kovalevskaya | عرض جغرافیایی | طول جغرافیایی | قطر           |
| ------------ | ------------- | ------------- | ------------- |
| Q            | ۲۹.۴° N       | ۱۳۱.۰° W      | ۱۰۱.۰ کیلومتر |
| D            | ۳۲.۷° N       | ۱۲۴.۴° W      | ۲۱.۰ کیلومتر  |